# Máramarosi közigazgatási kirendeltség
A Máramarosi közigazgatási kirendeltség egyike volt az 1939-ben a magyar kormány által Kárpátalja területén szervezett három közigazgatási egységnek illetve közigazgatási hivatalnak, nagyjából az egykori Máramaros és Ugocsa vármegyék Kárpátaljához tartozó területét foglalta magába.
A közigazgatási kirendeltségek többé-kevésbé a vármegyék megfelelői voltak Kárpátalján, feladataik hasonlóak voltak, de szervezetük eltért azokétól, területileg pedig a megyékhez hasonlóan járásokra és községekre oszlottak.

## Története

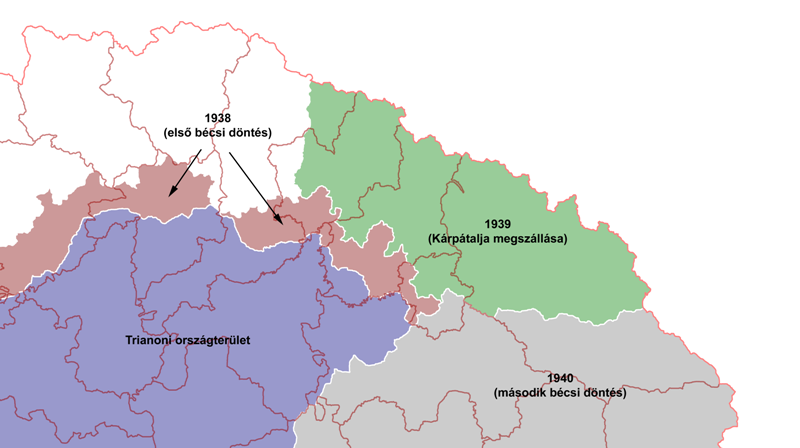
Magyarország északkeleti határának változásai 1937 és 1940 között.

Kárpátalját és Szlovákia egy keleti sávját Csehszlovákia szétesése után, 1939 márciusában szállta meg Magyarország, majd különleges jogállású területként beolvasztotta a Magyar Királyságba. A Máramarosi közigazgatási kirendeltséget Kárpátalja azon részéből szervezték, mely 1918 előtt Máramaros és Ugocsa vármegyékhez tartozott, de Ugocsából egy, Máramarosból pedig hét községet a Beregi közigazgatási kirendeltséghez osztottak be. (Ugocsa vármegye nyugati sávja, mely már 1938 végén az első bécsi döntéssel Magyarországhoz került, továbbra is a korábban megszervezett Bereg és Ugocsa k.e.e. vármegye része maradt.)
1940-ben, a második bécsi döntést követően az egykori Máramaros és Ugocsa megyék déli, addig Romániához tartozott részei is magyar uralom alá kerültek. Ekkor a Máramarosi közigazgatási kirendeltség egyes részeit e két újraalakuló vármegyéhez csatolták, egyúttal néhány község az egykori Ugocsa megye északi részén Kárpátalja Beregi közigazgatási kirendeltségéhez került.
A szovjet Vörös Hadsereg 1944. október 29-én befejezte Kárpátalja elfoglalását, november 26-án a kárpátaljai népbiztosok munkácsi kongresszusa kimondta Kárpátalja „újraegyesítését” Szovjetukrajnával.

## Fekvése
Kárpátalja keleti, magashegyi régióját foglalta magába. Itt található a Tisza forrásvidéke, a közigazgatási kirendeltség területét nagyrészt a Tisza jobb oldali mellékfolyóinak hosszú és keskeny völgyei foglalják el.

## Területe
A huszti járásbeli Alsóveresmart, Csarnatő, Felsőveresmart, Kistarna, Rakasz, Rákospatak, Sósfalu, Tiszakirva, Veléte és Veréce kivételével, melyek az 1918-as beosztás szerint Ugocsa vármegyéhez tartoztak Máramaros vármegye északi, ruszinlakta járásaiból szervezték 1939-ben, Csehszlovákia megszűnte után, és néhány kivételtől eltekintve nem bővítették Máramaros vármegye déli, 1940-ben Magyarországhoz Romániától visszakerült részével, melyből újjászervezték Máramaros vármegyét (a ruszin lakosságú Lonka Tisza-balparti részét Kárpátaljához, míg a román- ill. magyarlakta Aknaszlatina, Alsóapsa, Középapsa, Técső, Tiszafejéregyház, Visk községeket a közigazgatási kirendeltségtől a vármegyéhez csatolták).

## Lakossága
1941-ben 4 járásában 98 község létezett, 271607 lakosából 207077 ruszin, 32940 zsidó, 26090 magyar, 3757 német, 577 román, 403 szlovák, 765 egyéb nemzetiségű. Vallási megoszlása 128697 görögkatolikus, 82623 ortodox, 39266 izraelita, 16138 római katolikus, 3645 református, 1238 egyéb vallású.

### Népesebb települései
A Máramarosi közigazgatási kirendeltség területén az 1941. évi népszámlálás alapján az alábbiak voltak a legnépesebb települések:
- Huszt (21 118 fő, a közigazgatási kirendeltség és a Huszti járás székhelye)
- Nagyszőllős (13 331 fő, a Nagyszőllősi járás székhelye, 1940-től Ugocsa vármegyéhez tartozott)
- Kőrösmező (12 717 fő, Rahói járás)
- Rahó (12 455 fő, a Rahói járás székhelye)
- Técső (10 731 fő, a Técsői és 1940-től a Taracvölgyi járás székhelye is, 1940-től Máramaros vármegyéhez tartozott)

## Közigazgatási beosztás
Kárpátalja községei az ország más területeihez hasonlóan vagy a községi feladatokat önállóan ellátó nagyközségek, vagy körjegyzőségekbe, esetleg valamely nagyközség mellé beosztott kisközségek voltak. A három közigazgatási kirendeltség mindegyike járásokra oszlott.
Nem tartozott Kárpátaljához egyetlen törvényhatósági jogú vagy megyei város sem annak ellenére, hogy számos óriásfalu volt itt található, főleg Máramaros folyóvölgyeiben. A Máramarosi közigazgatási kirendeltség területén tizenhat község népessége haladta meg az 5 ezer főt (ezek közül hatot 1940-ben elcsatoltak), közülük a legnagyobb, Huszt több mint 20 ezer lakosával az ország egyik legnagyobb községe volt.

### 1940-ig

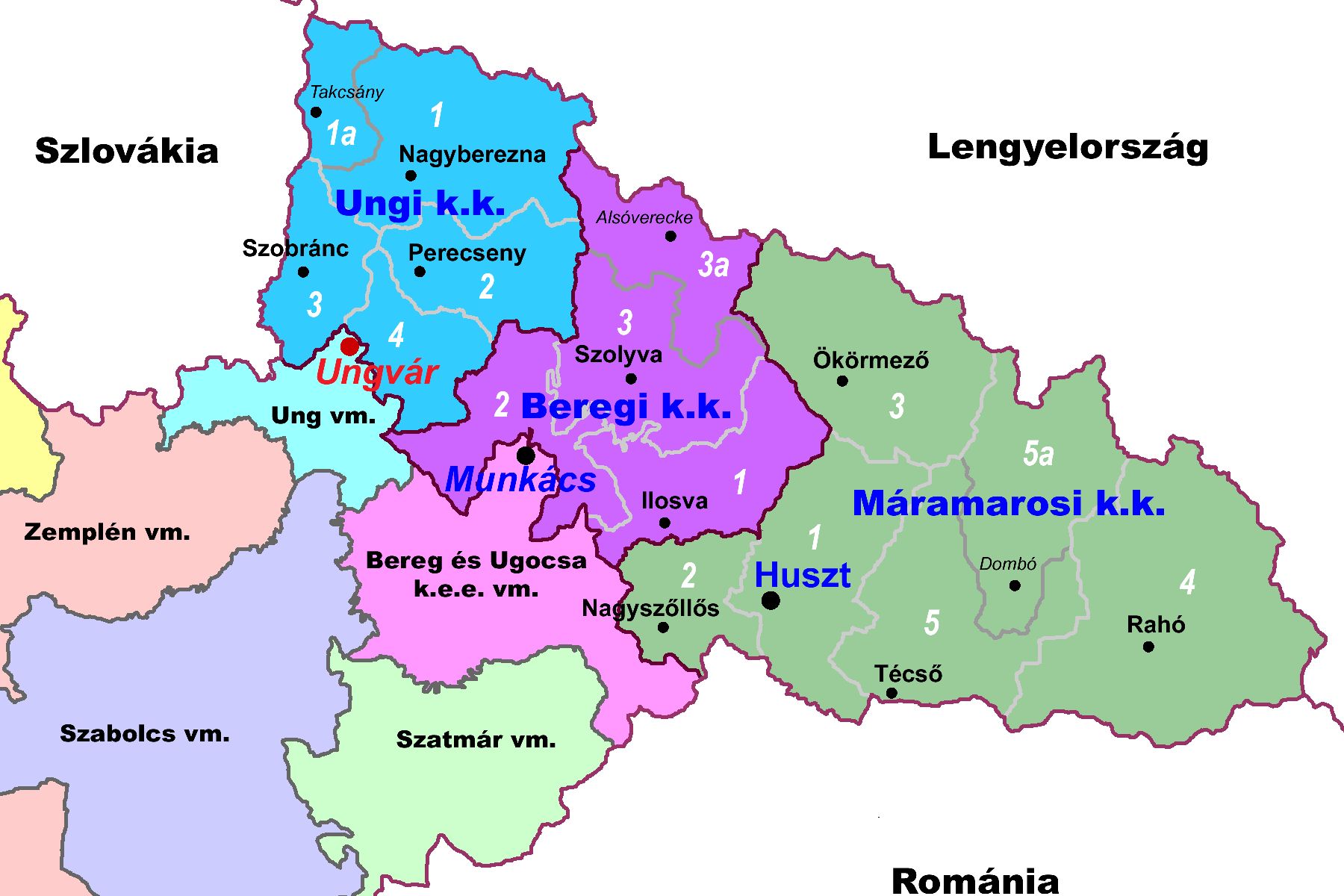
Kárpátalja közigazgatási beosztása 1939. tavasza (a magyar megszállás) és 1940. ősze (a második bécsi döntés végrehajtása) között.

A Máramarosi közigazgatási kirendeltség területén megalakulásakor öt járást szerveztek:
1. Huszti járás (székhelye Huszt)
2. Nagyszőllősi járás (Nagyszőllős)
3. Ökörmezői járás (Ökörmező)
4. Rahói járás (Rahó)
5. Técsői járás (székhelye Técső, Dombón szolgabírói kirendeltség működött – a térképen 5a)
A Nagyszőllősi járás kizárólag egykor Ugocsa vármegyéhez tartozott községeket foglalt magába. A Técsői járás községeinek egy része a Dombón működő szolgabírói kirendeltséghez tartozott, mely a járási közigazgatási feladatok egy részét önállóan intézte.
A Máramarosi közigazgatási kirendeltség területén a községek összes száma 1939-ben 126 volt, közülük 13 volt nagyközség, 113 pedig kisközség. A körjegyzőségek száma 43 volt.

### 1940-től

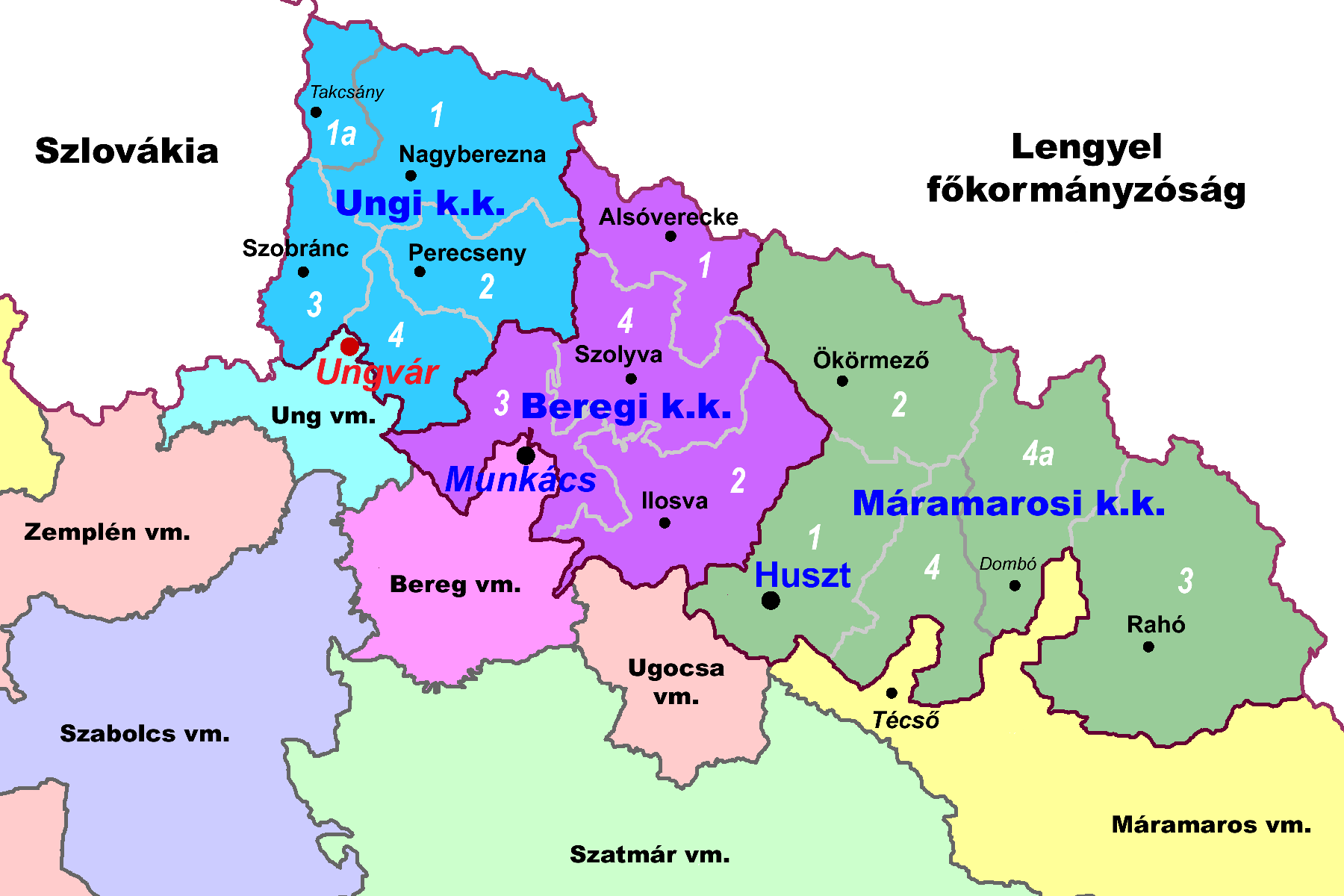
Kárpátalja közigazgatási beosztása 1941. elején a második bécsi döntés végrehajtása után.

A második bécsi döntést követően, 1940. őszén a Nagyszőllősi járást átcsatolták az újjáalakult Ugocsa vármegyéhez, de egyidejűleg északi részét a Beregi közigazgatási kirendeltség Ilosvai járásához, keleti sávját pedig a Huszti járáshoz csatolták. Ugyanekkor Técsőt és a Técsői járás kisebb déli részét, továbbá a Rahói és a Huszti járás néhány magyar és román többségű községét a Romániától Magyarországhoz visszakerült területen újjáalakult Máramaros vármegyéhez csatolták. A Técsői járás csökkent területtel Máramaros vármegyében működött tovább, a Máramarosi közigazgatási kirendeltségben visszamaradt nagyobb része pedig Taracvölgyi járás néven önállóvá vált Ennek székhelye szintén Técső lett, északi részén pedig tovább működött a dombói szolgabírói kirendeltség.
Az átszervezés eredményeként a Máramarosi közigazgatási kirendeltség járásainak száma négyre csökkent (a sorszámok a második térkép szerintiek):
1. Huszti járás (székhelye Huszt)
2. Ökörmezői járás (Ökörmező)
3. Rahói járás (Rahó)
4. Taracvölgyi járás (székhelye a Máramaros vármegyében fekvő Técső, Dombón szolgabírói kirendeltséggel – a térképen 4a)
A községek összes száma főképp a területcsökkenés folytán 1941-re 98-ra csökkent, közülük 9 volt nagyközség és 89 kisközség. A körjegyzőségek száma ekkor 33 volt.